# Малдиви на Светском првенству у атлетици на отвореном 2011.
Малдиви су учествовали на 13. Светском првенству у атлетици на отвореном 2011. одржаном у Тегу од 27-1. септембра. Репрезентацију Малдива представљало је двоје такмичара (1 мушкарац и 1 жена), коју су учествовали у исто толико атлетских дисциплина. , 
На овом првенству Малдиви нису освојили ниједну медаљу. Није било националних, личних и рекорда сезоне.

## Учесници
| Мушкарци: - Шиваз Мухамед — 800 м | Жене: - Афа Исмаил — 200 м |  |

## Резултати

### Мушкарци
| Атлетичар     | Дисциплина | Лични рекорд | Група    | Група      | Полуфинале           | Полуфинале           | Финале               | Финале       | Детаљи |
| Атлетичар     | Дисциплина | Лични рекорд | Резултат | Место      | Резултат             | Место                | Резултат             | Место        | Детаљи |
| ------------- | ---------- | ------------ | -------- | ---------- | -------------------- | -------------------- | -------------------- | ------------ | ------ |
| Шиваз Мухамед | 800 м      | 1:59,18      | 2:01,05  | 7. у гр. 2 | Није се квалификовао | Није се квалификовао | Није се квалификовао | 43 / 43 (44) |        |

### Жене
| Атлетичарка | Дисциплина | Лични рекорд | Квалификације | Квалификације | Полуфинале            | Полуфинале            | Финале                | Финале       | Детаљи |
| Атлетичарка | Дисциплина | Лични рекорд | Резултат      | Место         | Резултат              | Место                 | Резултат              | Место        | Детаљи |
| ----------- | ---------- | ------------ | ------------- | ------------- | --------------------- | --------------------- | --------------------- | ------------ | ------ |
| Афа Исмаил  | 200 м      | 26,09        | 26,48         | 8 у гр. 3     | Није се квалификовала | Није се квалификовала | Није се квалификовала | 38 / 38 (40) |        |

Легенда: НР = национални рекорд, ЛР= лични рекорд, РС = Рекорд сезоне (најбољи резултат у сезони до почетка првества), КВ = квалификован (испунио норму), кв = квалификова (према резултату)